# Jindřichov (okres Přerov)
Jindřichov (německy Heinrichswald) je obec ležící v okrese Přerov. Žije zde 497 obyvatel.

## Historie
První písemná zmínka o obci pochází z roku 1499.

## Pamětihodnosti
- Čočkův mlýn
- kostel Nanebevzetí Panny Marie
- Ondrův tis - památný strom
- Socha sv. Jana Nepomuckého
- Tis u Bláhů - památný strom

## Galerie

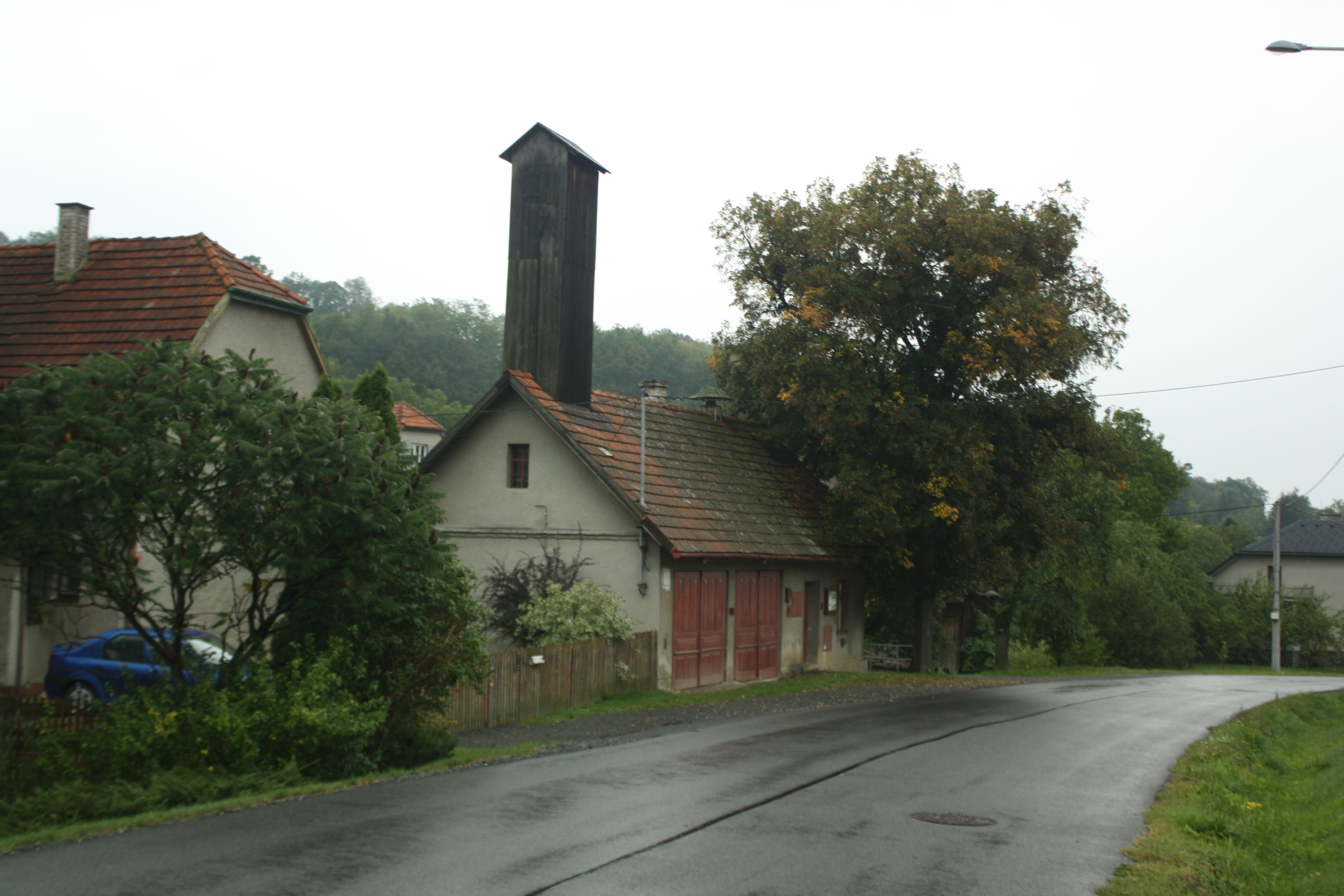
Hasičská zbrojnice
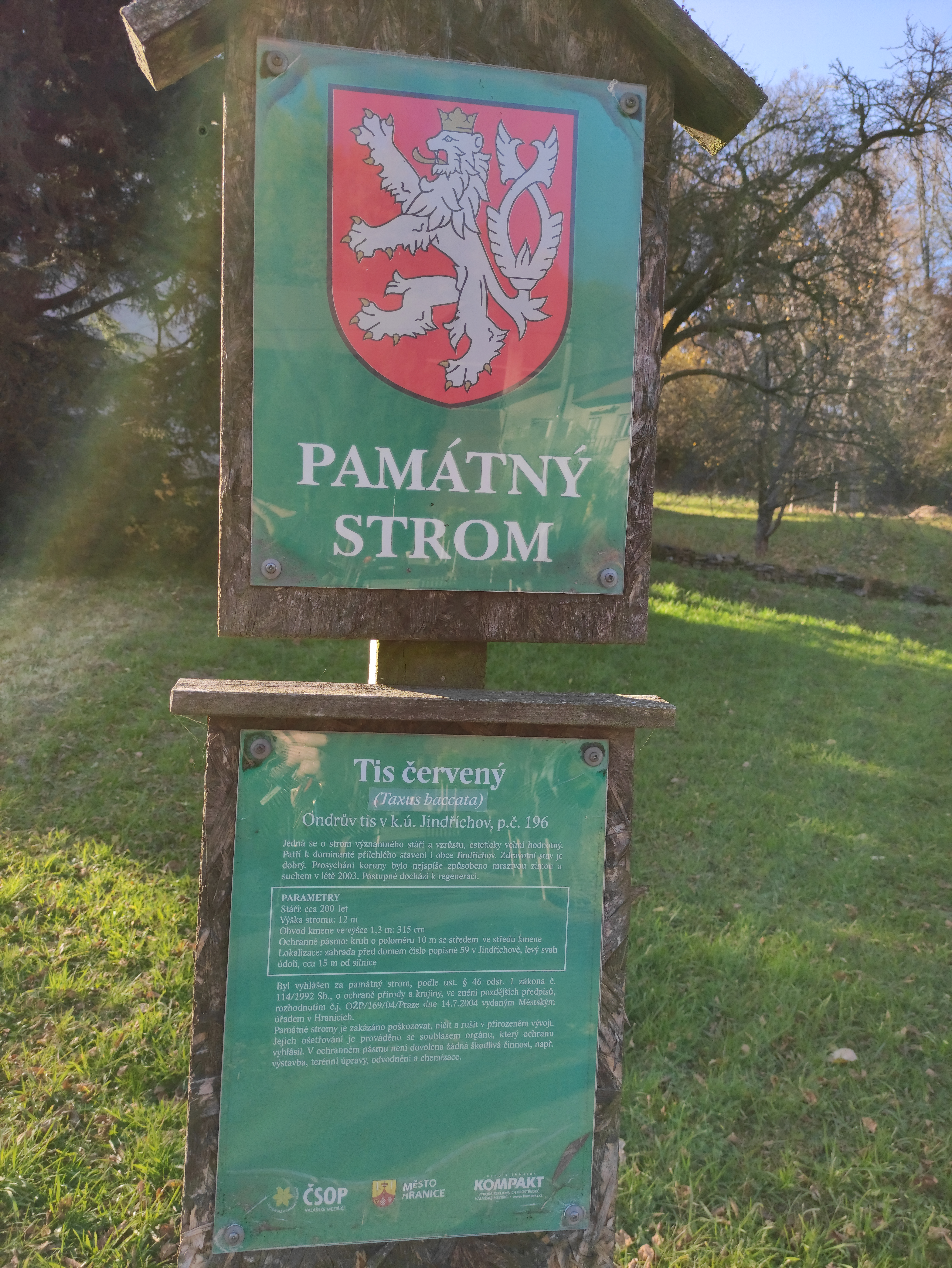
Informační tabule - Ondrův tis
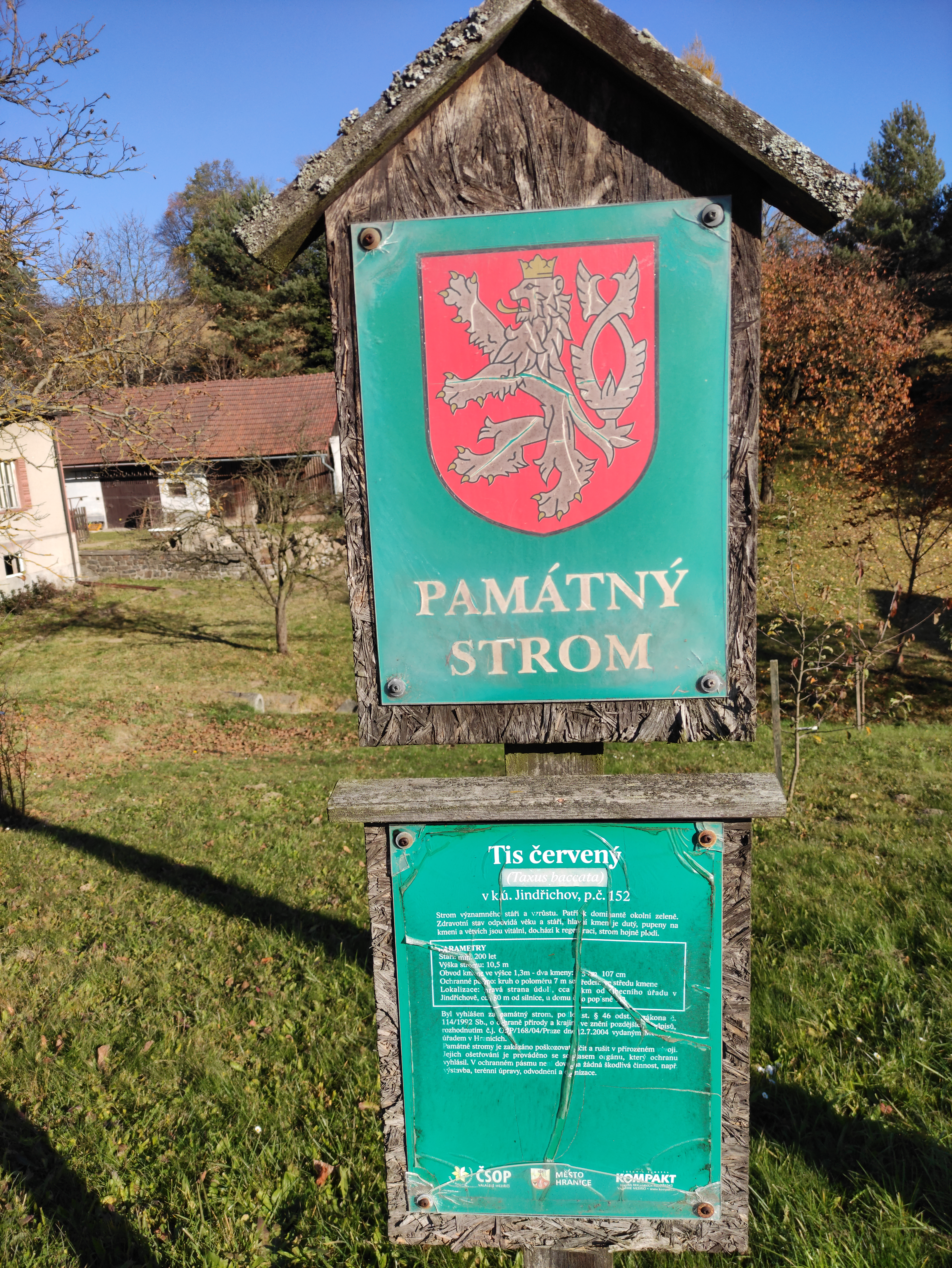
Informační tabule - Tis u Bláhů